# With a Child's Heart
«With a Child's Heart» (en español: «Con Un Corazón De Niño») es una canción del cantante estadounidense Stevie Wonder, incluida en su álbum Up-Tight, lanzado en 1966.

## Información
La canción fue lanzada en 1966 como el lado B de su hit "Nothing's Too Good For My Baby", ambas canciones incluidas en su álbum Up-Tight.

### Lista de canciones
7", 45 RPM
- A «Nothing's Too Good For My Baby»
- B «With A Child's Heart»

### Posiciones
| Listas (1966)              | Posición |
| -------------------------- | -------- |
| U.S. Billboard R&B Singles | 8        |

## Versión de Michael Jackson
En 1973, el cantante estadounidense Michael Jackson lanzó "With a Child's Heart" como primer sencillo de su álbum Music and Me.
En una entrevista en el 2003 con Martin Bashir, Jackson admitió que no se acordaba de haber grabado la canción, y no podía recordar ninguna de las letras.

### Lista de canciones
7", vinilo 45 RPM
- A - «With A Child's Heart» - 3:00
- B - «Morning Glow» - 3:36

Vinilo 7", 45 RPM
- A - «Morning Glow»
- B - «My Girl»

### Posiciones
| Listas (1973)                        | Posición |
| ------------------------------------ | -------- |
| U.S. Billboard Hot 100               | 50       |
| U.S. Billboard Hot R&B/Hip-Hop Songs | 14       |
| U.S. Billboard Adult Contemporary    | 23       |

## Versión de Raven-Symoné
«With a Child's Heart» más tarde fue realizado por la cantante estadounidense Raven-Symoné, tomado de su segundo álbum de estudio, Undeniable.
La canción fue lanzado como sencillo en abril de 1999. Raven se fue de gira por los Estados Unidos, a varias escuelas y centros comerciales para promover el sencillo, e incluso realizó una gira con el grupo pop N'Sync.
Tres videos musicales se hicieron para la canción: el primero utiliza el original "Uptempo Version", el segundo utiliza la "Ballad Version", y el tercero utiliza un "Remix". A pesar de los videos de la música pesada y promoción, el sencillo no entró en los charts. Los videos musicales fueron dirigidos por el papá de Raven, Christopher B. Pearman, y por Meshall Shumate.

### Lista de canciones
CD Sencillo
1. «With A Child's Heart» (Uptempo Version) – 3:53
2. «With A Child's Heart» (Versión balada) – 5:34
3. «With A Child's Heart» (Uptempo Remix) – 3:38
4. «With A Child's Heart» (International Bonus House Mix) – 4:21

CD Sencillo, casete
1. «With A Child's Heart» (Uptempo Juice Mix)
2. «With A Child's Heart» (Uptempo PGR Mix)
3. «With A Child's Heart» (Uptempo Juice Drum Mix)
4. «With A Child's Heart» (Ballad Álbum Mix)

CD Sencillo
1. «With A Child's Heart» (Uptempo Juice Mix)
2. «With A Child's Heart» (Uptempo PGR Mix)
3. «With A Child's Heart» (Ballad Radio Mix)
4. «With A Child's Heart» (Ballad Álbum Mix)
5. «Callout Hook»

Vinyl, 12"
1. «With A Child's Heart» (Full Mix)
2. «With A Child's Heart» (Drum Mix)
3. «With A Child's Heart» (Instrumental)
4. «With A Child's Heart» (A cappella)